# 蝌蚪

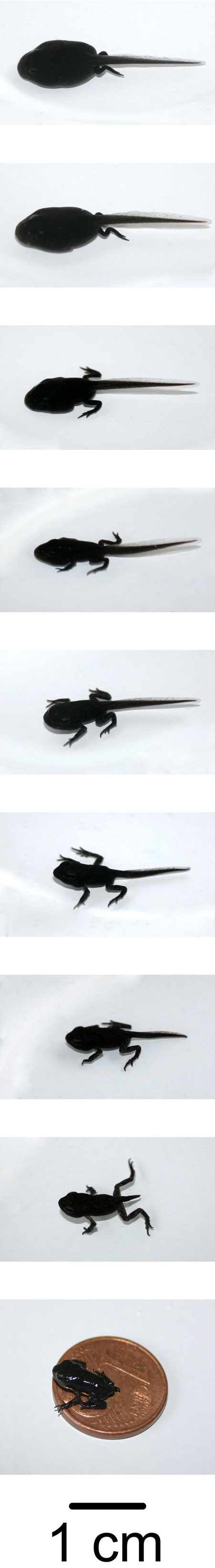
大蟾蜍的生長

蝌蚪，古時寫作科斗，是两栖动物蛙、蟾蜍、蝾螈或蚓螈的幼體，生長在水裡。在此階段，蝌蚪透過鰓来呼吸。起初没有四肢，而是有一條鰭狀般的尾巴，因此牠們能像大多數魚類般通过摆动尾巴来游水。成年后它們開始變態，漸漸長出四肢，然后通过細胞凋亡甩掉尾巴。蝌蚪既有草食的也有雜食的。
並非所有的蛙都會經過蝌蚪這一階段，角囊蛙的卵在母蛙背部的育兒囊中發育，孵出時即為完整的蛙。

## 描述

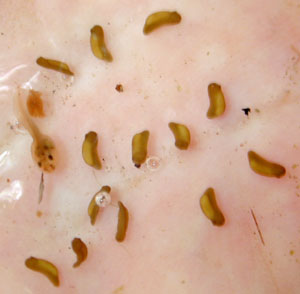
虎皮蛙的胚胎和一條蝌蚪。

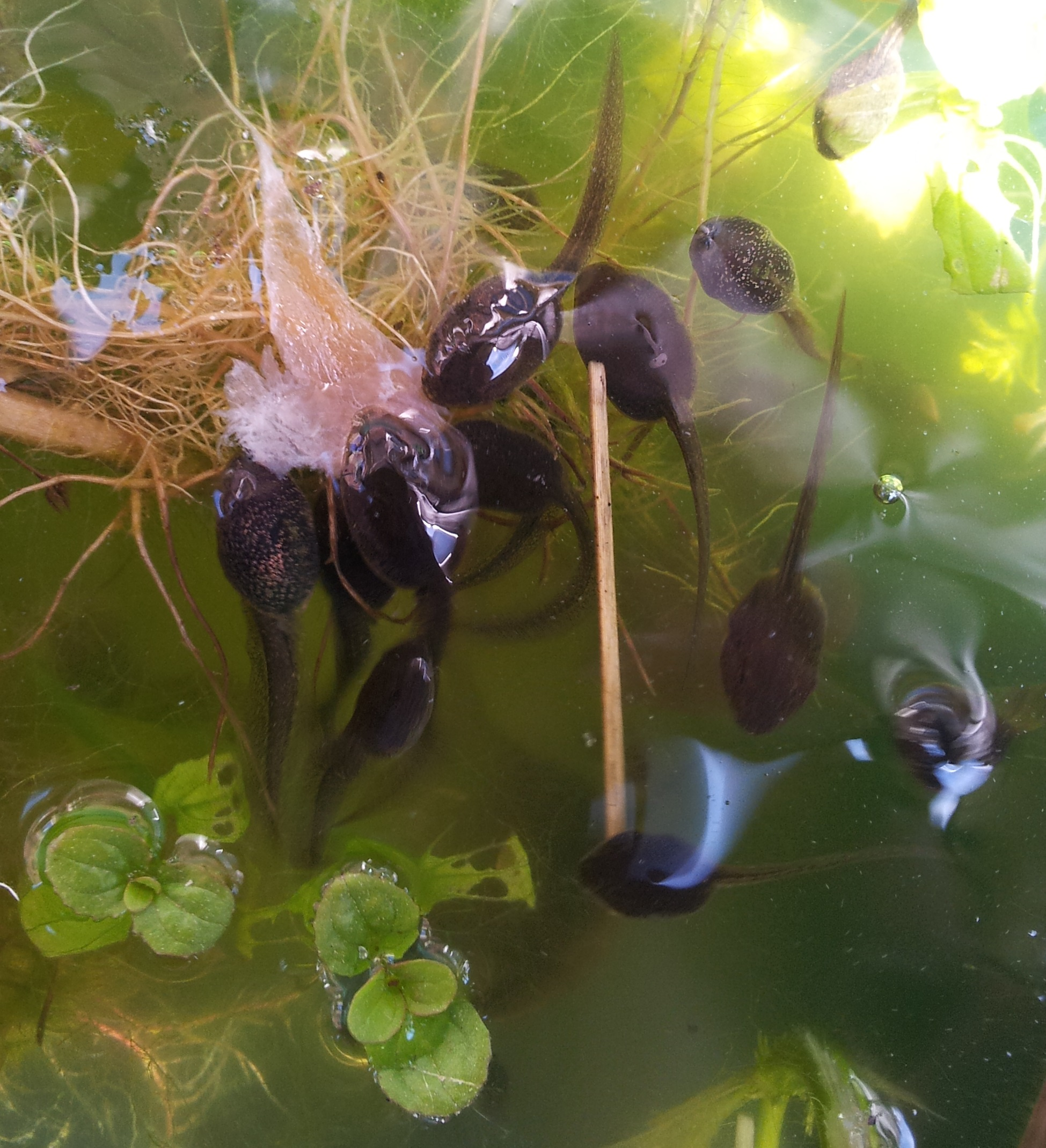
正在吃鮭魚肉的大蟾蜍蝌蚪

蝌蚪一般生活在水中，但也有少數蝌蚪，例如Indirana beddomii和Thoropa miliaris的是半陸生的，而Indirana semipalmata的更是完全陸生。蝌蚪的大小也不一定，不同的種之間差異極大。即使同科也有相當不同，例如角蟾科的蝌蚪在晚期長度在33—106（1.3—4.2英寸）之間。奇异多指节蟾的蝌蚪為世界最大的蛙類蝌蚪，長度可達25（9.8英寸）。

## 化石記錄
儘管蝌蚪的身體柔軟不易保存，仍然有發現上中新世的蝌蚪化石，其長度達10（3.9英寸）它們以生物膜的形態保存了下來，并留有硬質的下顎和骨頭。西班牙利夫羅斯發現的蝌蚪化石還保存有碳酸鈣形式的腦殼、磷酸鈣的神經索，腸子里還有岩石碎屑。

## 與人類的關係

### 食物
一些蝌蚪會被人類當做食物。紅點齒蟾的蝌蚪因為特大，體長達10（3.9英寸），而被中國人當做食物，但實際被食用的蝌蚪並不局限於此。在印度，Clinotarsus curtipes的蝌蚪也是一種食物。秘魯人將Telmatobius mayoloi的蝌蚪當做藥物和食物。

### 神話及民俗
林純聲和大林太良分別在1930和1960年代於緬甸佤族地區，搜集到有關蝌蚪變成人類的神話傳說。據詹姆斯·喬治·斯科特所述，這是佤族名為Ya Htawm和Ya Htai的兩位女性祖先，她們在少年時是大湖Nawng Hkaeo中的蝌蚪（rairoh）。
民國的妓女曾藉助吃蝌蚪來打胎。

## 外部連結
- Frog's Life Cycle（英文）